# Синиша Ђаја
Синиша Ђаја (Београд, 23. мај 1887 — Београд, 10. новембар 1962) био је српски и југословенски хемичар, апотекар, професор Београдског универзитета, један од оснивача Фармацеутског факултета, као и управник Института за фармацеутску технологију (1939—1957).

## Биографија
Рођен је у Београду од оца Јована Ђаје, српског политичара католичке вере, и мајке Фамије (девојачко Хајим), Јеврејке из Сомбора.
У Београду је завршио основну школу, Прву гимназију (1905) и Хемијски факултет (1905—1910). Током студија је радио у апотеци.
Након завршеног војног рока (1910—1911) и испита положеног за резервног официра артиљерије, уписао је фармацију у Грацу с државном стипендијом. Студије је прекидао због учешћа у Балканским ратовима, а дипломирао је 1914.
Након тога је 1914. поново мобилисан, а 1917. је разрешен војне дужности и пребачен у хемијску и бактериолошку лабораторију у Лерину, за испитивање хране и воде за пиће за потребе војске. По завршетку Првог светског рата је отишао Париз на усавршавање у броматологији. Затим је крајем 1919. постао државни хемичар и поново послат на специјализацију у токсикологији. Докторирао је 1920. с тезом „Цинк у организму људи”. Након тога се вратио у Србију где је у Државној лабораторији основао одсек за токсикологију. Државну службу је напустио 1923. када је основао своју апотеку у Београду, коју је водио до 1949. године.
Био је председник Српског апотекарског друштва (1924—1932), члан управе Апотекарске коморе Краљевине Југославије, као и њене секције у Београду. Године 1939. изабран је за ванредног професора галенске фармације на новоснованом Фармацеутском одсеку Медицинског факултета.
Други светски рат је провео у заробљеништву у Немачкој. У земљу се вратио 1945. године. Залагао се за оснивање Фармацеутског факултета (издвајањем с Медицинског факултета), на коме је наставио да предаје, од 1949. као редовни професор. Године 1947. је формирао Институт за галенсу фармацију, чији је управник био до пензионисања.
У периоду 1928—1929 је уређивао часопис „Апотекар”. Аутор је уџбеника „Галенска фармација” (1952).
Пензионисао се 1957. године, али је наставио да предаје као хонорарни професор.